# نبرد بودگات
نبرد بودگات (روسی: Богдатское сражение) نام یک نبرد بزرگ است که بین جمهوری شوروی سوسیالیستی روسیه و روسیه پارتیزانی در ناحیه‌ای به نام ترانس بایکال درگرفت. این جنگ از اول تابستان ۱۹۱۹ میلادی آغاز شد. تعداد کشته‌های این نبرد برای جمهوری سوسیالیستی روسیه ۵۰۰ کشته و برای روسیه پارتیزانی حدود ۱۸۵ کشته تخمین زده شده‌است.